# Paranemertes sinensis
Paranemertes sinensis är en djurart som tillhör fylumet slemmaskar, och som beskrevs av Sun 1995. Paranemertes sinensis ingår i släktet Paranemertes och familjen Emplectonematidae. Inga underarter finns listade i Catalogue of Life.